# Kanton Bordeaux-8
Der Kanton Bordeaux-8 war von 1973 bis 2015 ein französischer Wahlkreis im Arrondissement Bordeaux, im Département Gironde und in der Region Aquitanien, Vertreter im Generalrat des Départements war zuletzt von 2008 bis 2015 Pierre Lothaire. 
Der Kanton bestand aus einem Teil der Stadt Bordeaux. 